# Antón Presa Viso
Antón Presa Viso (Ribadetea, Puenteareas, Pontevedra; 1895-Ribadetea; 14 de enero de 1924) fue un escritor español.

## Trayectoria
Fue correspondiente del Heraldo de Vigo en Puenteareas. Oficial de Hacienda, trabajó en las Delegaciones de Hacienda de Segovia y León. Pertenecía al Partido Nacionalista Gallego. Publicó poemas en Vida Gallega, Diario de León y Blanco y Negro y fue colaborador de El Tea donde publicaba una sección titulada "Enxebradas. Lira Celta". Fue autor del juguete cómico A dona do agrario (en español: La dueña del agrario) estrenada por el coro Foliadas e Cantigas de Pontevedra, en el Salón Quiroga de Marín, el 22 de abril de 1923. Murió a los 28 años en Puenteareas.

## Obras
- A Morriña, 1925 (con ilustraciones de Castelao).[2]
- Terra adourada (Obra rescatada en 1995).[3]

## Vida personal
Se casó en Orense con Mercedes Sas Murias en 1917.